# チャールズ・ビンガム (初代ルーカン伯爵)

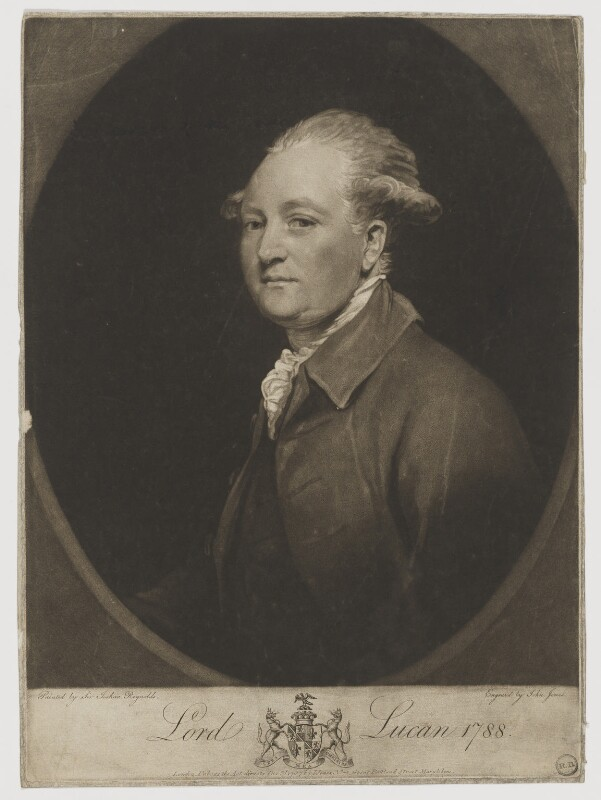
初代ルーカン伯爵チャールズ・ビンガム。ジョシュア・レノルズの1780年の作品に基づくメゾチント。

初代ルーカン伯爵チャールズ・ビンガム（英語: Charles Bingham, 1st Earl of Lucan、1735年9月22日 – 1799年3月29日）は、アイルランド王国出身の政治家、貴族。1761年から1776年までアイルランド庶民院議員を、1782年から1784年までグレートブリテン庶民院議員を務めた。ホイッグ党所属。

## 生涯
第5代準男爵サー・ジョン・ビンガムとアン・ヴェジー（Anne Vesey、1762年没、アマーシャム・ヴェジーの娘）の次男として、1735年9月22日に生まれた。1752年に兄ジョンが死去すると、準男爵位を継承した。
1761年アイルランド総選挙においてメイヨー選挙区とカスルバー選挙区で当選、前者の候補としてアイルランド庶民院議員を務めた。1768年アイルランド総選挙ではメイヨー選挙区で再選、以降1776年まで議員を務めた。アイルランド庶民院では野党の立場にあったが、後におそらく叙爵を求めてアイルランド総督の初代ハーコート伯爵サイモン・ハーコートに接近した。1776年7月24日にアイルランド貴族であるメイヨー県におけるカスルバーのルーカン男爵に叙され、1778年6月20日にアイルランド貴族院議員に就任した。
1782年4月、娘婿にあたるオールトラップ子爵ジョージ・ジョン・スペンサー（1783年10月に爵位を継承して第2代スペンサー伯爵となる）の後援を受けて、ノーサンプトン選挙区の補欠選挙でグレートブリテン庶民院議員に当選した。議会ではホイッグ党に所属し、第2次ロッキンガム侯爵内閣（1782年）を支持したほか、シェルバーン伯爵内閣期（1782年 – 1783年）のアメリカ独立戦争予備講和条約に反対票を投じ、フォックス＝ノース連立内閣期（1783年）にチャールズ・ジェームズ・フォックスが提出した東インド法案に賛成票を投じた。続く第1次小ピット内閣（1783年 – 1801年）には野党の立場に立った。しかし、ノーサンプトン選挙区の有権者はフォックス＝ノース連立内閣の罷免に賛成しており、スペンサー伯爵とルーカン男爵とは逆の立場だったため、有権者たちはまずスペンサー伯爵に次の総選挙でルーカン男爵ではなくほかの候補を出すよう求めた。ルーカン男爵が立候補辞退を拒否すると、有権者たちはノーサンプトン市民であるファインズ・トロットマン（Fiennes Trotman）を立候補させ、トロットマンは1784年イギリス総選挙でルーカン男爵を破って当選した。ルーカン男爵の敗因は不人気のほか、資金不足や選挙活動を担う人物の不在も挙げられる。
1795年10月1日、アイルランド貴族であるルーカン伯爵に叙された。
カスルバーで大きな領地を所有し、領地開発に力を入れて現地で尊敬を受けたが、1798年アイルランド反乱では反乱軍がカスルバーでの邸宅に侵入して破壊した。メイヨー県でも議会でも好まれる人柄だったという。
1799年3月29日に自宅で死去。息子のリチャードが爵位を継承した。

## 著作
- An essay on the use and necessity of establishing a militia in Ireland ... by a country gentleman（1767年）[5]

## 家族
1760年8月25日、バースでマーガレット・スミス（1814年2月27日没、グレートブリテン庶民院議員ジェームズ・スミスの娘）と結婚、1男4女をもうけた。
- ラヴィニア（1762年7月27日 – 1831年6月8日） - 1781年3月6日、オールトラップ子爵ジョージ・ジョン・スペンサー（後の第2代スペンサー伯爵）と結婚、子供あり[2]
- リチャード（1764年12月4日 – 1839年6月30日） - 第2代ルーカン伯爵[2]
- マーガレット（1839年5月27日没） - 1784年、トマス・リンジー（Thomas Lindsey）と結婚、子供あり[2]
- ルイーザ - 生涯未婚[7]
- アン（1840年3月6日没[2]） - 生涯未婚[7]